# Watari Daiki
Watari Daiki (渡 大生, sinh ngày 25 tháng 6 năm 1993) là một cầu thủ bóng đá người Nhật Bản thi đấu cho Sanfrecce Hiroshima.

## Thống kê câu lạc bộ
Cập nhật đến ngày 23 tháng 2 năm 2018.
| Câu lạc bộ          | Mùa giải | Giải vô địch | Giải vô địch | Cúp Hoàng đế Nhật Bản | Cúp Hoàng đế Nhật Bản | Tổng    | Tổng      |
| Câu lạc bộ          | Mùa giải | Số trận      | Bàn thắng    | Số trận               | Bàn thắng             | Số trận | Bàn thắng |
| ------------------- | -------- | ------------ | ------------ | --------------------- | --------------------- | ------- | --------- |
| Giravanz Kitakyushu | 2012     | 24           | 5            | 0                     | 0                     | 24      | 5         |
| Giravanz Kitakyushu | 2013     | 34           | 8            | 2                     | 1                     | 36      | 9         |
| Giravanz Kitakyushu | 2014     | 37           | 4            | 3                     | 1                     | 38      | 5         |
| Giravanz Kitakyushu | 2015     | 35           | 7            | 2                     | 0                     | 37      | 7         |
| Tokushima Vortis    | 2016     | 41           | 12           | 3                     | 0                     | 44      | 12        |
| Tokushima Vortis    | 2017     | 42           | 23           | 1                     | 0                     | 43      | 23        |
| Tổng                | Tổng     | 203          | 59           | 11                    | 2                     | 224     | 61        |